# 디바 (용어)

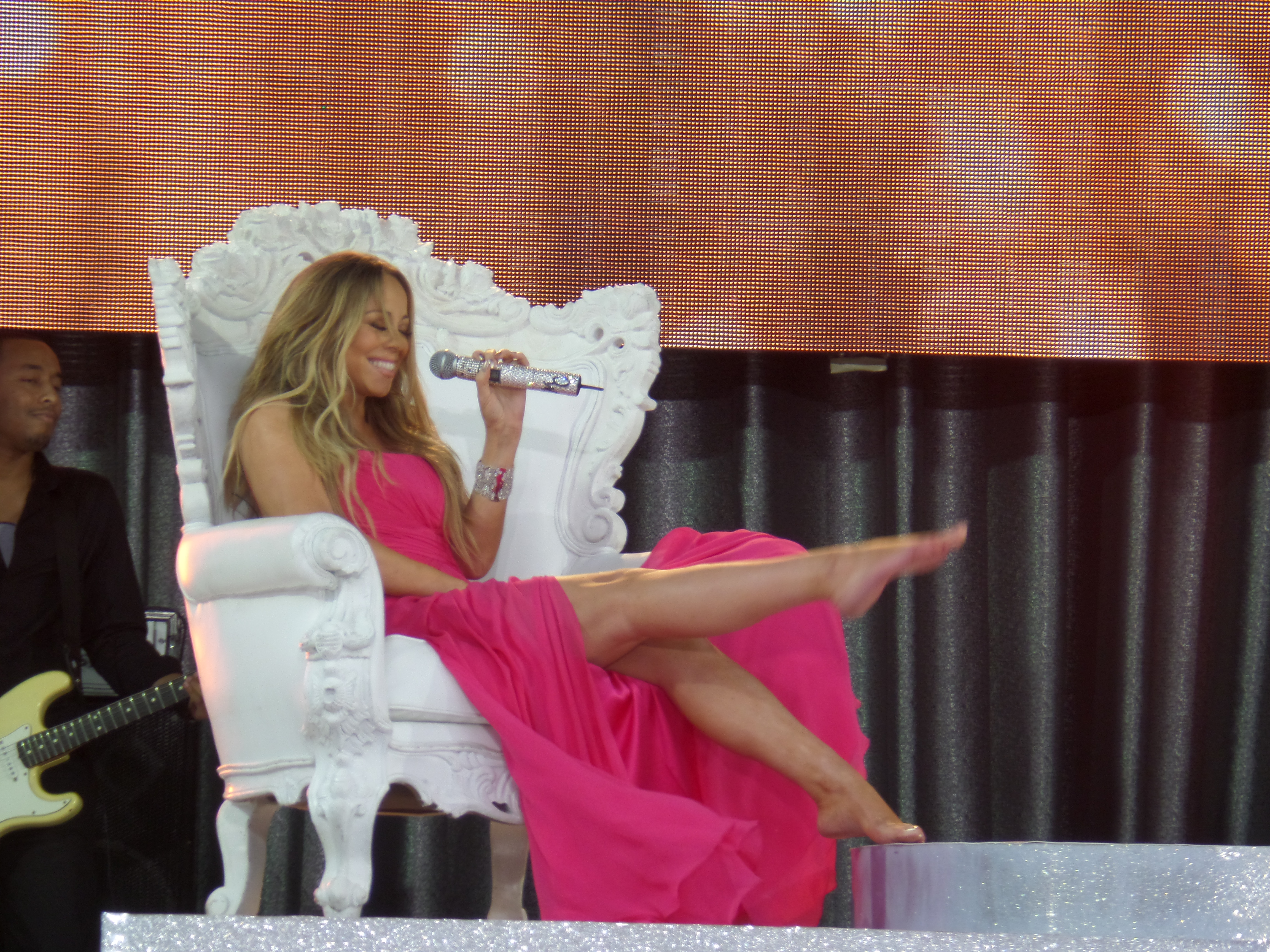
미국 가수 머라이어 캐리(Mariah Carey)는 그녀의 음악적 능력과 까다로운 페르소나로 인해 언론에서 종종 "궁극의 디바"로 묘사된다.

디바(Diva)는 인기가 많은 여성 가수를 뜻한다. 오페라에서 사용되던 용어이지만, 현재는 연극, 영화, 대중음악 등에서도 사용되고 있다.
디바는 기본적으로 여신을 뜻하는 라틴어이다. 오페라, 연극, 영화, 패션, 대중음악계에서 뛰어난 재능을 지닌 유명한 여성을 지칭하는 데 자주 사용되었다. 여배우를 지칭할 때 디바(diva)는 프리마돈나(prima donna)와 밀접한 관련이 있다. 디바는 또한 변덕스럽거나 까다로운 것으로 평판이 좋은 사람, 특히 쇼 비즈니스에 종사하는 사람을 지칭할 수도 있다.